# Gustave Eiffel
Gustave Eiffel, właśc. Alexandre Gustave Eiffel [efɛl] (ur. 15 grudnia 1832 w Dijon, zm. 27 grudnia 1923 w Paryżu) – francuski inżynier, architekt, konstruktor mostów, wiaduktów, śluz i innych konstrukcji stalowych oraz żeliwnych. 

## Życie i twórczość
Urodził się jako Alexandre Gustave Bonickhausen dit Eiffel; jego ojciec był oficerem miejscowego garnizonu, a przodkowie pochodzili z okolic gór Eifel pomiędzy Akwizgranem, Kolonią i Trewirem. W roku 1850 przeniósł się do Paryża, lecz nie zdał egzaminu umożliwiającego studia na politechnice. Od roku 1852 uczęszczał do École Centrale de Paris, gdzie studiował chemię do roku 1855. Po studiach zainteresował się metalurgią i podjął pracę w zakładzie Charles Nepveu, który produkował maszyny parowe i konstrukcje dla kolejnictwa. Rok później został szefem biura konstrukcyjnego w firmie Pauwels et Cie., żeby w wieku 25 lat być budowniczym mostu w Bordeaux (zwanego Passerelle Eiffel lub Pont ferroviaire Saint-Jean). W 1866 założył w Paryżu własną firmę. Wybudował wiele różnych obiektów, które rozsławiły jego nazwisko we Francji i na świecie. W latach 1870–1880 Eiffel znajdował się u szczytu popularności. 
Był wolnomularzem. Oficer Legii Honorowej.
Najbardziej znane jego projekty to:
- wieża Eiffla w Paryżu (Francja) – (pomysłodawcami konstrukcji wieży byli dwaj pracownicy w biurze Gustave’a Eiffela: Maurice Koechlin i Émile Nouguier. W dniu 18 września 1884 Eiffel, Koechlin i Nouguier zgłosili patent zarejestrowany pod numerem 164364. 12 grudnia Eiffel odkupił prawa autorskie od Koechlina i Nouguiera, wraz z prawami do własności intelektualnej projektu za 2% wartości wieży dla każdego z nich. Budową od 1887 kierował Koechlin)[6][7][8]
- most Maria Pia nad rzeką Duero w Porto (Portugalia)
- wiadukt Garabit nad rzeką Truyère w Masywie Centralnym (Francja)
- Statua Wolności (konstrukcja) w Nowym Jorku (Stany Zjednoczone)
- hala Dworca Nyugati w Budapeszcie (Węgry)
- Casa de Fierro w Iquitos (Peru)
- żelazny pałac (El Palacio de Hierro) w Orizabie (Meksyk)
- struktura metalowa rotundy la Ruche w Paryżu, gdzie swoje pracownie mieli Modigliani, Soutine i Chagall[9]
- Żelazny Pałac w Luandzie (Angola)
- most kolejowy przez rzekę Prut (granica rumuńsko-mołdawska)
- Pont de les Peixateries Velles, nazywany mostem Eiffla, nad rzeką Onyar w Gironie (Hiszpania)